# Johannes Bischofberger
Johannes Bischofberger (* 13. Juli 1994 in Dornbirn) ist ein österreichischer Eishockeyspieler, der seit 2016 beim EC KAC in der multinationalen Erste Bank Eishockey Liga (EBEL) unter Vertrag steht und auf der Position des Stürmers spielt.

## Karriere
Johannes Bischofberger durchlief die Nachwuchsstationen der Schweizer Clubs SC Rheintal, EHC Uzwil und EHC Oberthurgau und spielte 2011 beim Dornbirner EC in der Nationalliga, sowie im Farmteam und der U20 des HC Innsbruck.
Anschließend war er bis 2013 beim EC Red Bull Salzburg, wo er nicht nur in der U18 und dem Farmteam, sondern auch bereits 17-jährig in der EBEL debütierte. Für die Kampfmannschaft kam er auf 45 Einsätze mit fünf Toren und acht Assists. Dabei war er auch am Gewinn der European Trophy 2011 beteiligt. 2013/14 lief er für die U20 des Schweizer Clubs HC Davos aufs Eis und wechselte für die folgenden beiden Saisons zu Hockey Thurgau in die National League B, der zweithöchsten Spielklasse der Schweiz. Dort kam er bei 72 Einsätzen auf 16 Tore und 12 Assists. 
Im Sommer 2016 wurde Bischofberger vom EBEL-Verein EC KAC unter Vertrag genommen und gewann im Januar 2017 die Wahl zum EBEL-YoungStar. Im Februar 2017 wurde sein Vertrag bis zum Ende der Saison 2018/19 verlängert.

### International
Bischofberger spielte für das österreichische U18-Nationalteam bei der U18-WM 2010 der Division IA, der U18-WM 2011 der Division IIA und der U18-WM 2012 der Division IB. Nachdem die Österreicher 2011 durch den Gewinn der Goldmedaille von IIA in die IB aufgestiegen waren, war Bischofberger bei der WM 2012 Topscorer der Österreicher und wurde von den Offiziellen zum besten Stürmer der IB gewählt. Darüber hinaus hatte er den höchsten Prozentsatz gewonnener Bullys der Gruppe.
Anschließend nahm er mit dem U20-Nationalteam auch an der U20-WM 2012 der Division IA teil, wo er in zwei Partien zum besten Spieler des Teams gewählt wurde. Zudem war er stärkster Österreicher bei den Bullys und wurde zweitbester Scorer seiner Mannschaft. Bei der U20-WM 2013 der Division IA wurde Bischofberger als Teamkapitän Topscorer der Österreicher sowie bester Torschütze der IA und wurde erneut zweimal zum besten Spieler einer Partie gewählt. Bei der U20-WM 2014 der Division IA lief er ebenfalls als Kapitän auf und war bei den Bullys erneut stärkster Österreicher.
Sein Debüt in der Nationalmannschaft der Herren gab er im Februar 2017 bei einem Vorbereitungsturnier für die Eishockey-Weltmeisterschaft 2017.

## Karrierestatistik
(Legende zur Spielerstatistik: Sp oder GP = absolvierte Spiele; T oder G = erzielte Tore; V oder A = erzielte Assists; Pkt oder Pts = erzielte Scorerpunkte; SM oder PIM = erhaltene Strafminuten; +/− = Plus/Minus-Bilanz; PP = erzielte Überzahltore; SH = erzielte Unterzahltore; GW = erzielte Siegtore; 1 Play-downs/Relegation; Kursiv: Statistik nicht vollständig)